# Кавальєр (округ, Північна Дакота)
Шаблон:StateAbbr_ 48°46′ пн. ш. 98°28′ зх. д. / 48.77° пн. ш. 98.46° зх. д.
Округ Кавальєр (англ. Cavalier County) — округ (графство) у штаті Північна Дакота, США. Ідентифікатор округу 38019.

## Історія
Округ утворений 1884 року.

## Демографія
За даними перепису
2000 року
загальне населення округу становило 4831 осіб, усе сільське.
Серед мешканців округу чоловіків було 2402, а жінок — 2429. В окрузі було 2017 домогосподарств, 1361 родин, які мешкали в 2725 будинках.
Середній розмір родини становив 2,93.
Віковий розподіл населення поданий у таблиці:
| Стать    | До 15 років | 15-21 | 22-29 | 30-39 | 40-49 | 50-65 | 65-85 | Понад 85 |
| -------- | ----------- | ----- | ----- | ----- | ----- | ----- | ----- | -------- |
| Чоловіки | 469         | 201   | 113   | 256   | 411   | 465   | 436   | 51       |
| Жінки    | 456         | 177   | 94    | 257   | 358   | 467   | 490   | 130      |

## Суміжні округи
- Луїз, Манітоба, Канада — північ
- Пембіна, Манітоба, Канада — північ
- Стенлі — північ
- Пембіна — схід
- Волш — південний схід
- Ремсі — південь
- Таунер — захід

## Виноски
1. ↑  US Decennial Census. US Census Bureau. Архів оригіналу за 26 квітня 2015. Процитовано 28 січня 2015.
2. ↑  Historical Census Browser. University of Virginia Library. Архів оригіналу за 11 серпня 2012. Процитовано 28 січня 2015.
3. ↑  Forstall, Richard L., ред. (27 березня 1995). Population of Counties by Decennial Census: 1900 to 1990. US Census Bureau. Архів оригіналу за 5 березня 2015. Процитовано 28 січня 2015.
4. ↑  Census 2000 PHC-T-4. Ranking Tables for Counties: 1990 and 2000 (PDF). US Census Bureau. 2 квітня 2001. Архів оригіналу (PDF) за 18 грудня 2014. Процитовано 28 січня 2015.
5. ↑  State & County QuickFacts. Бюро перепису населення США. Архів оригіналу за 7 червня 2011. Процитовано 31 жовтня 2013.(англ.) Наведено за англійською вікіпедією.
6. ↑  American FactFinder. Бюро перепису населення США. Архів оригіналу за 29 липня 2011. Процитовано 31 січня 2008.

| США | Це незавершена стаття з географії США. Ви можете допомогти проєкту, виправивши або дописавши її. |